# Jules Moulin
Pour les articles homonymes, voir Moulin (homonymie).
Jules Moulin, né le 13 novembre 1836 à Paris et mort assassiné le 6 mai 1876 à Salonique, est un diplomate français.

## Biographie
Pierre-Jules Moulin, né le 13 novembre 1836 dans l'ancien 10e arrondissement de Paris, est le fils de Virginie-Honorine Gillier (1808-1879) et du docteur Étienne Moulin (1795-1871). L'une de ses sœurs, Marie-Honorine, épouse en 1850 le docteur Jean-Louis-Léon Mailliot (1815-18..). 
Ancien élève du lycée Saint-Louis, où son père était chirurgien depuis 1825, Jules Moulin se lance dans la carrière diplomatique en avril 1858, en étant admis comme attaché surnuméraire à la direction des consulats du ministère des Affaires étrangères. Le 16 août 1862, il est attaché en tant qu'élève-consul au consulat général de France à Tunis, dont il assure la gestion d'août à novembre 1863 puis de juillet à décembre 1865. Ses services lui valent d'être décoré de la Légion d'honneur le 6 juin 1865. L'année suivante, il est appelé au poste de Bosna-Seraï en tant que consul de 2e classe.
Le 27 décembre 1869, Jules Moulin est nommé consul de France à Salonique, deuxième plus grande ville de la partie européenne de l'Empire ottoman. Il y épouse Mary Abbott, membre d'une famille levantine orthodoxe d'origine anglaise. Mary est la sœur d'Henry Abbott, consul d'Allemagne, et de l'épouse de M. Hadji-Lazaro, sujet russe et vice-consul des États-Unis.
Le 1er avril 1875, Moulin est promu consul de première classe.

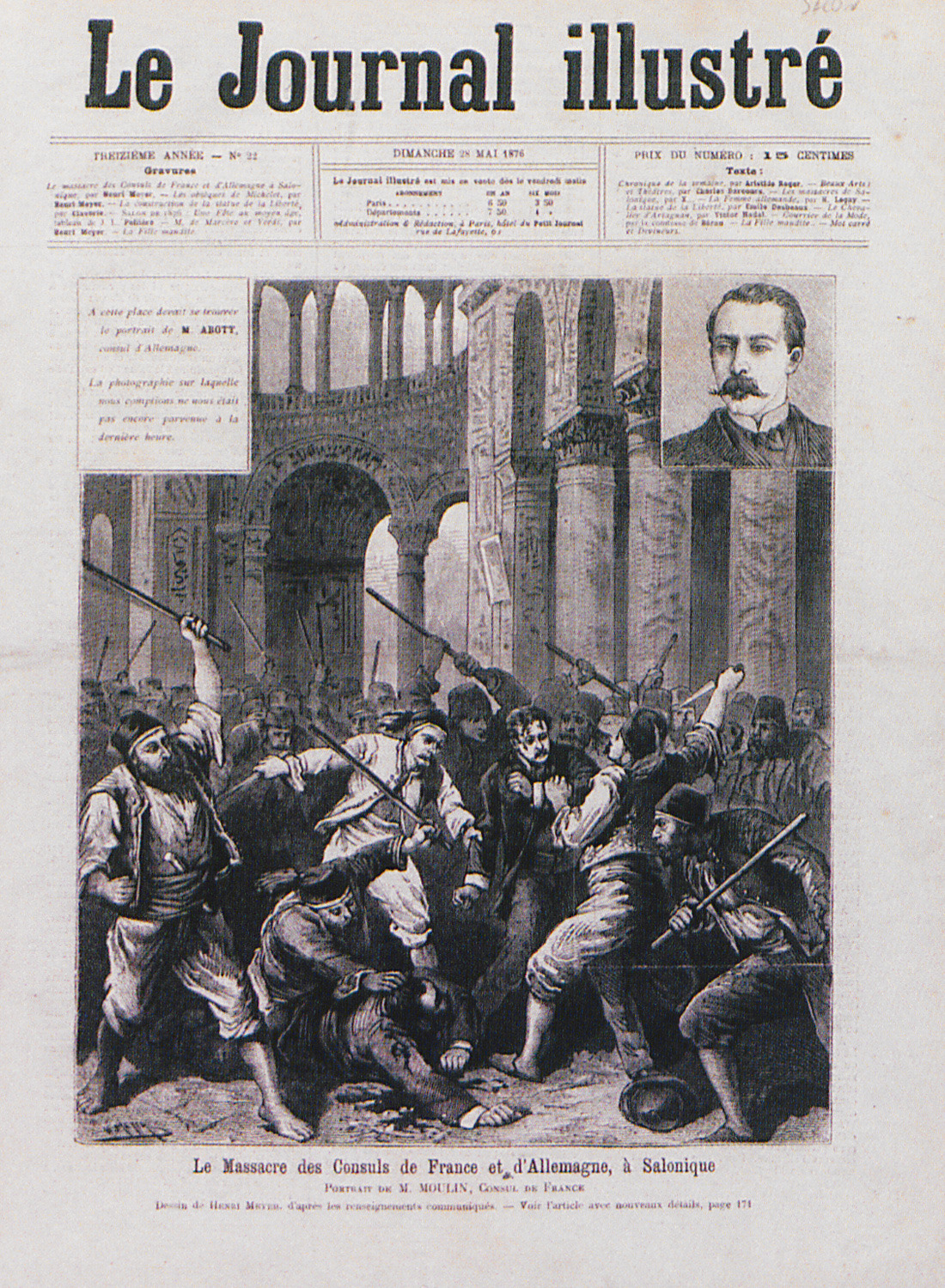
Assassinat de Moulin et Abbott (Le Journal illustré, 28 mai 1876).

Au début de l'année 1876, les nouvelles de l'insurrection de la Bosnie-Herzégovine, bientôt suivies par les échos de l'insurrection bulgare d'avril 1876, échauffent les esprits des musulmans de Salonique. Par conséquent, plusieurs consuls occidentaux craignent des représailles à l'encontre de la population chrétienne. Le vendredi 5 mai, la rumeur court qu'une jeune Bulgare convertie à l'islam aurait été enlevée avec la complicité du consul des États-Unis. Des troubles éclatent dès le lendemain autour de la mosquée Saatli-Djami (qui sera détruite lors du grand incendie de 1917). Accompagnés de leur homologue grec, Moulin et Henry Abbott se rendent auprès du gouverneur ottoman, dont ils regrettent l'inaction face aux menaces pesant sur leurs ressortissants. Arrêtés par des émeutiers, les consuls sont séquestrés dans la mosquée. Moulin tente alors de calmer les fanatiques en faisant conduire la Bulgare au konak du gouverneur par l'entremise de son beau frère, Alfred Abbott. Cette démarche ne satisfait pas les émeutiers : vers 16 h, ils massacrent les deux consuls à coups de yatagan, de baïonnette et de barres de fer arrachées à un portail.
Rapatrié en France, le corps du consul français est inhumé le 7 juin 1876 au cimetière du Montparnasse, après une cérémonie à l'église Saint-Germain-des-Prés en présence du ministre des Affaires étrangères, Louis Decazes. Inhumé provisoirement dans un caveau de la ville, le corps est transféré quelques mois plus tard sous un imposant monument, inauguré le 8 mai 1877, et surmonté d'un buste en bronze dû au sculpteur Frédéric Bogino (17e division),.
En avril 1911, le nom de Jules Moulin ainsi que ceux de Jean Le Vacher, d'André Piolle, de Nicolas Hugon de Basville, d'Antoine Bonnier, de Claude Roberjot, de Victor Fontanier, de Léon Herbin et de quatre autres diplomates français morts victimes du devoir, sont gravés sur une plaque en marbre noir inaugurée par Jean Cruppi et fixée dans le péristyle précédant le vestibule du bâtiment des archives au ministère des Affaires étrangères.